# مايرون سكوت
مايرون سكوت (بالإنجليزية: Myron Scott)‏ هو مصور أمريكي، ولد في 16 سبتمبر 1907 في كامدين في الولايات المتحدة، وتوفي في 4 أكتوبر 1998 في أوهايو في الولايات المتحدة.